# Oliverio Rincón
Pour les articles homonymes, voir Rincón.
Rincón  Quintana est un nom espagnol. Le premier nom de famille, en général paternel, est Rincón ; le second, en général maternel, souvent omis, est Quintana.
Oliverio Rincón Quintana est un ancien coureur cycliste professionnel colombien, né le 2 avril 1968 à Duitama (département de Boyacá).

## Repères biographiques
Oliviero Rincón obtient ses meilleurs résultats durant l'année 1993. Il termine quatrième du Tour d'Espagne, en remportant l'étape des Lacs de Covadonga. Il achève le Critérium du Dauphiné libéré à la deuxième place, en gagnant aussi une étape de montagne. Et, enfin, il s'adjuge la quinzième étape du Tour de France, arrivant en Andorre. À Paris, il termine l'épreuve seizième du classement général et deuxième au classement du meilleur jeune, derrière son coéquipier de l'équipe Amaya Seguros, Antonio Martín Velasco.
En 2000, Rincón est enlevé deux fois, en à peine deux mois. En janvier, il est séquestré par l'ELN, pendant un peu plus d'une semaine. Fin mars, ce sont les guerrilleros des FARC qui le capturent avec sa famille. Le lendemain matin, son épouse et ses enfants sont relâchés en bonne santé, lui le sera, quelques heures après, ses ravisseurs lui assurant s'être trompés de personne. Selon lui, ils n'auraient exigé aucune rançon pour le libérer.
Il est engagé par la structure Colombia-Coldeportes pour être un des directeurs sportifs adjoints de l'équipe continentale professionnelle, pour la saison 2012. Pour des raisons administratives, liées à son immigration en Italie, il ne rejoint la péninsule italienne qu'aux premiers jours de mars. La semaine internationale Coppi et Bartali est sa première course, en tant que directeur sportif adjoint, au volant de la voiture assistante.

## Palmarès
| - 1988 - 8e étape du Clásico RCN - 1989 - Tour de Colombie espoirs : - Classement général - 1rea (contre-la-montre par équipes), 6e et 8ea (contre-la-montre) étapes - Tour de Colombie : - Classement général - 6e et 9e (contre-la-montre) étapes - 3e du Clásico RCN - 10e du championnat du monde sur route amateurs - 1991 - Escalade de Montjuïc : - Classement général - 1rea et 1reb étapes (2 contre-la-montre) - 6e étape du Tour de Burgos - 5e du Critérium du Dauphiné libéré - 10e du Tour d'Espagne - 1992 - 3e du Tour de la province de Reggio de Calabre - 3e du Tour de Galice - 3e de l'Escalade de Montjuïc | - 1993 - 6e étape du Critérium du Dauphiné libéré - 15e étape du Tour de France - 4e étape du Tour d'Aragon - 17e étape du Tour d'Espagne - 2e du Critérium du Dauphiné libéré - 2e de la Subida al Naranco - 3e de l'Escalade de Montjuïc - 4e du Tour d'Espagne - 1994 - Classique des Alpes - Trophée Luis Ocaña (es) - 5e du Tour d'Espagne - 1995 - 14e étape du Tour d'Italie - 5e du Tour d'Italie - 8e du championnat du monde sur route - 1996 - 17e étape du Tour d'Espagne |  |

## Résultats sur lesgrands tours

### Tour de France
3 participations.
- 1993 : 16e du classement général et victoire dans la 15e étape.
- 1994 : abandon lors de la 16e étape.
- 1998 : hors-délai lors de la 8e étape.

### Tour d'Espagne
6 participations.
- 1991 : 10e du classement général.
- 1992 : abandon lors de la 16e étape.
- 1993 : 4e du classement général et victoire dans la 16e étape.
- 1994 : 5e du classement général.
- 1995 : 62e du classement général.
- 1996 : 49e du classement général et victoire dans la 17e étape.

### Tour d'Italie
1 participation.
- 1995 : 5e du classement général et victoire dans la 14e étape.

## Résultats sur les championnats

### Championnats du monde professionnels

#### Course en ligne
3 participations.
- 1992 : 39e au classement final.
- 1993 : Abandon.
- 1995 : 8e au classement final.

### Championnats du monde amateurs
1 participation.
- 1989 : 10e au classement final[6].